# No Way Out (Stone Temple Pilots)
No Way Out è un singolo del gruppo rock statunitense Stone Temple Pilots, pubblicato nel 2000 ed estratto dall'album No. 4.